# Герб комуни Вернаму
Герб комуни Вернаму (швед. Värnamo kommunvapen) — символ шведської адміністративно-територіальної одиниці місцевого самоврядування комуни Вернаму. 

## Історія
Герб було розроблено для міста Вернаму. Отримав королівське затвердження 1921 року. 
Після адміністративно-територіальної реформи, проведеної в Швеції на початку 1970-х років, муніципальні герби стали використовуватися лишень комунами. Цей герб був 1971 року перебраний для нової комуни Вернаму. Герб комуни офіційно зареєстровано 1974 року.
Герб ландскомуни Бур, що також увійшло до складу нової комуни, більше не використовується.

Герб ландскомуни Бур (1957–70)

## Опис (блазон)
У золотому полі синя хвиляста балка.

## Зміст
Хвиляста смуга означає річку Лаган.   